# Diözese Western Kowloon
Die Diocese of Western Kowloon (chinesisch 西九龍教區 / 西九龙教区, Pinyin Xī Jiǔlóng Jiàoqū, Jyutping Ssi1 Gau2lung4 Gaau3keoi1) ist eine von drei Diözesen der Hong Kong Sheng Kung Hui, einer Provinz der Anglikanischen Kirchengemeinschaft. Ihr Territorium umfasst den Westen von Kowloon und die westlichen New Territories (ausschließlich des Islands District). Die All Saints’ Cathedral, die am 31. Oktober 2010 als Kathedrale geweiht wurde, wurde 1891 erbaut. Sie ist eine der ältesten anglikanischen Kirchen in Hongkong. Der derzeitige Bischof, Andrew Chan, wurde am 26. Juni 2011 gewählt und am 25. März 2012 konsekriert. Er ist Nachfolger von Thomas Soo.

## Bischöfe
- Thomas Soo Yee-po, 1998–2012
- Andrew Chan Au-ming, 2012–

## Kirchen
Die Diözese hat 12 Kirchen und Chapels in West Kowloon und den New Territories unter ihrer Jurisdiktion.

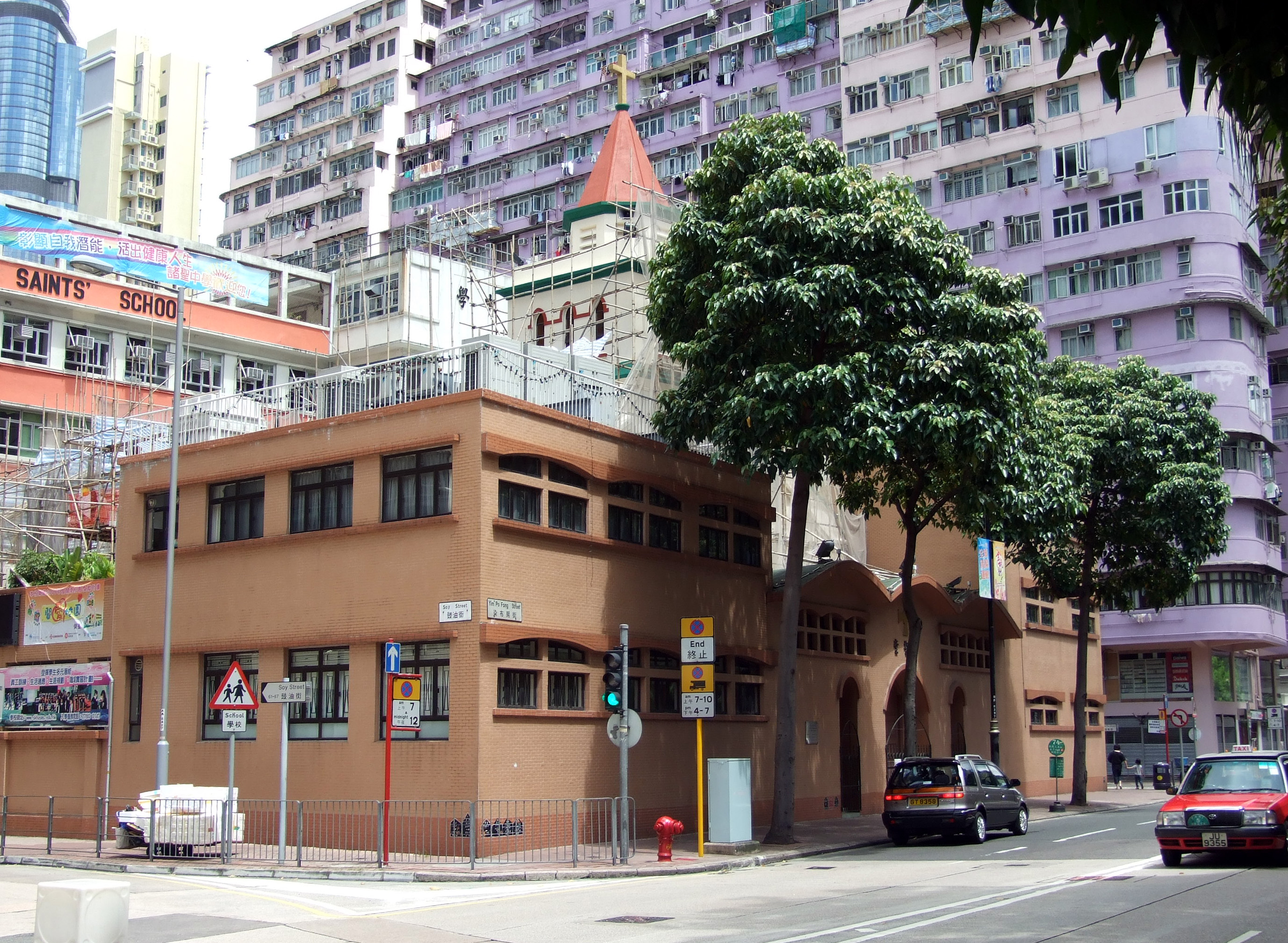
All Saints’ Cathedral

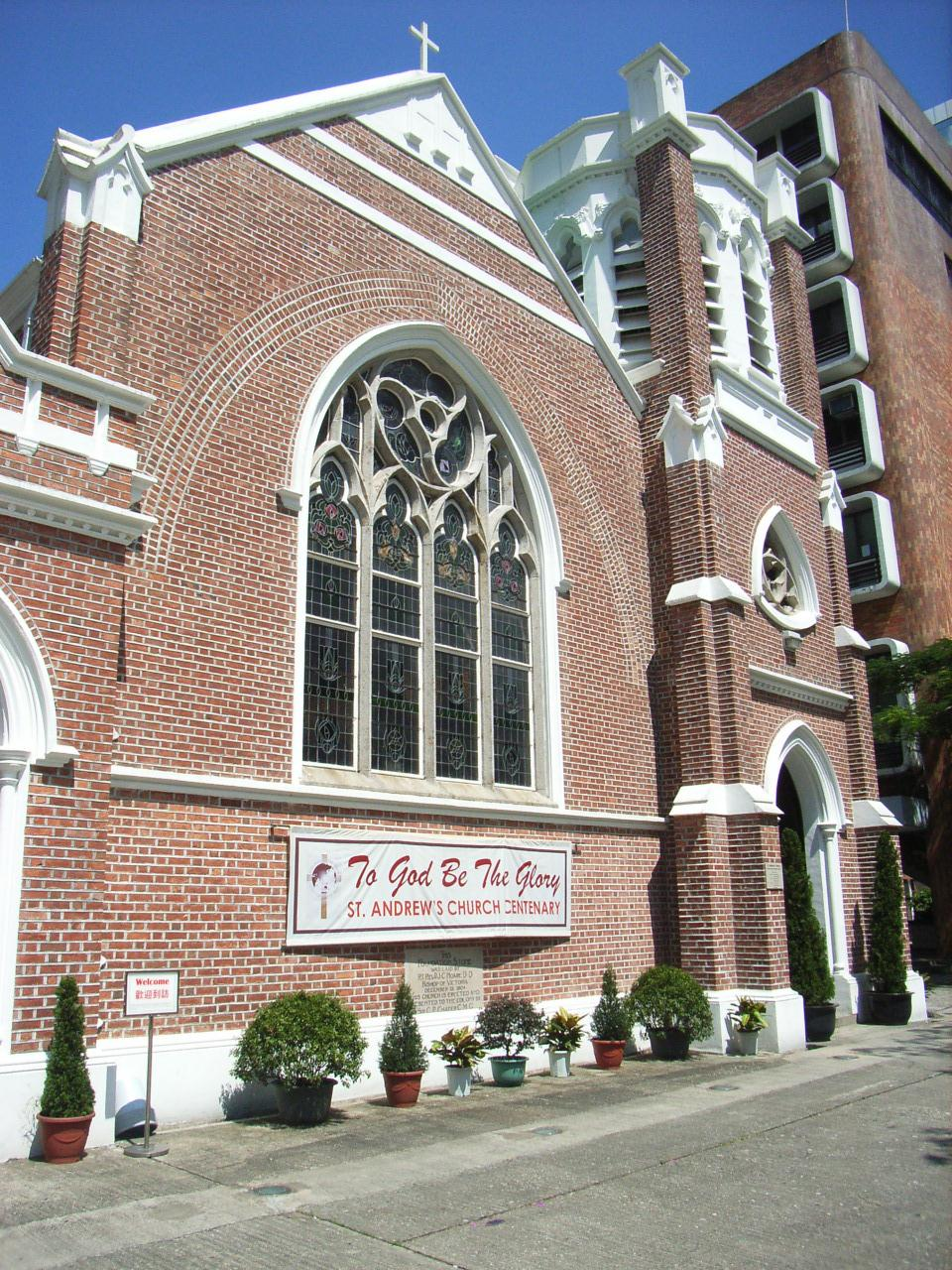
St. Andrew’s Church

### Gemeinden (Parishes)
- All Saints’ Cathedral, Mongkok
- St. Andrew’s Church, Tsim Sha Tsui
- St. Thomas’ Church, Sham Shui Po
- Kei Oi Church, Cheung Sha Wan
- St. Matthias’ Church, Yuen Long District
- St. Peter’s Church, Castle Peak
- Crown of Thorns’ Church, Tsuen Wan
- St. Joseph’s Church, Kam Tin
- St. Philips’ Church, Tin Shui Wai
- The Church of Epiphany, Tsing Yi

### Missionen
- Church of Shalom, Sham Shui Po
- Church of the Divine Love, Kwai Chung